# Strada statale 73 bis di Bocca Trabaria
La strada statale 73 bis di Bocca Trabaria (SS 73 bis) è un’arteria viaria italiana che collega San Giustino, nell’Alta Valtiberina, a Fano, sulla costa adriatica: costituisce la tratta orientale dell'itinerario europeo E78 Fano-Grosseto, e parte di essa è una superstrada.

## Storia
La strada statale 73 bis "di Bocca Trabaria" venne istituita nel 1938 riclassificando un tratto fino ad allora appartenuto alla SS 73.
Nel 2001, l'ANAS ha deciso di riconsiderare il tratto Calmazzo-Fano della SS 3 come proseguimento terminale della SS 73 bis, comprendendo dal km 83,314 km al km 111,570.

## Percorso
La strada ha origine staccandosi per mezzo di uno svincolo dalla Strada statale 3 bis Tiberina/E45 presso il centro di San Giustino. Nella SS 73 bis, è compreso il tratto di circonvallazione del centro urbano di San Giustino, dopo di che assume le caratteristiche di una strada di montagna nei primi 30 chilometri, lungo i quali sale ai 1049 metri del valico di Bocca Trabaria, al confine tra le province di Perugia e Pesaro-Urbino, e discende dolcemente la valle del fiume Meta, uno dei due torrenti che vanno a formare il Metauro.
A Mercatello sul Metauro, terminata la discesa, la strada assume percorso di fondovalle. Tocca Sant'Angelo in Vado e Urbania, dove abbandona la valle (per la quale prosegue la strada provinciale 4) e, con percorso molto movimentato attraverso una zona collinare, raggiunge Urbino. Dall'antica capitale del Montefeltro, la strada scende per incontrare di nuovo la SP 4 e riprendere a seguire il Metauro.
A Santo Stefano di Gaifa il percorso si sdoppia: il vecchio tracciato va a confluire nell'ex Strada statale 3 Via Flaminia a Calmazzo, dopo circa tre chilometri.
Il nuovo tracciato è una superstrada a carreggiate separate a due corsie per ciascun senso di marcia; la superstrada, già raccordo autostradale, segue tutto il fondovalle sino a incrociare l'Autostrada A14 allo svincolo di Fano, e poi immettersi nella strada statale 16 Adriatica nel centro della città.

## La S.G.C. Grosseto-Fano o E78
La SS 73 bis, una volta ultimato il prolungamento del tratto a carreggiate separate sino a superare la dorsale appenninica e congiungersi alla Strada statale 3 bis Tiberina/E45, sarà una superstrada e raccordo autostradale "San Giustino - A14". Il progetto, già in parte in opera e di cui fa parte la Galleria della Guinza, si colloca nel piano di realizzazione di un'arteria a scorrimento veloce che unirà Grosseto e quindi la strada statale 1 Via Aurelia all'A14 attraversando in senso trasversale la penisola italiana. Tale asse porterà il duplice nome di S.G.C. Grosseto-Fano e di Strada Europea E78.
| SS 73 bis di Bocca Trabaria |                                                                  |                  |                  |           |
| Tipologia                   | Uscita                                                           | ↓km↓             | ↑km↑             | Provincia |
|                             | Fano Adriatica                                                   | 0,0              | 111,5            | PU        |
|                             | Autostrada A14                                                   | 0,5              | 111,0            | PU        |
|                             | Fano sud                                                         | 2,7              | 108,8            | PU        |
|                             | Area Servizio "Bellocchi"                                        | 3,1              | ---              | PU        |
|                             | Bellocchi                                                        | 5,1              | 106,4            | PU        |
|                             | Area Servizio "Torno"                                            | ---              | 104,1            | PU        |
|                             | Lucrezia                                                         | 8,9              | 102,6            | PU        |
|                             | Calcinelli                                                       | 12,6             | 98,9             | PU        |
|                             | Serrungarina                                                     | 16,4             | 95,1             | PU        |
|                             | Sant'Ippolito                                                    | 19,3             | 92,2             | PU        |
|                             | Area Servizio "Fossombrone"                                      | ---              | 88,9             | PU        |
|                             | Fossombrone est                                                  | 23,2             | 88,3             | PU        |
|                             | Area Servizio "Sasso"                                            | 25,4             | ---              | PU        |
|                             | Fossombrone ovest                                                | 26,5             | 85,0             | PU        |
|                             | Galleria Pian del Ponte (618 m)                                  | 27,0             | 83,5             | PU        |
|                             | Cagli - Roma - Perugia - Arezzo Via Flaminia                     | 29,0             | 82,5             | PU        |
|                             | Calmazzo                                                         | 31,6             | 79,9             | PU        |
|                             | Santo Stefano di Gaifa                                           | 33,5             | 78,0             | PU        |
|                             | Tratto Santo Stefano di Gaifa-San Giustino a viabilità ordinaria |                  |                  |           |
|                             | Canavaccio                                                       | in progettazione | in progettazione | PU        |
|                             | Fermignano est - Urbino                                          | in progettazione | in progettazione | PU        |
|                             | Fermignano ovest                                                 | in progettazione | in progettazione | PU        |
|                             | Urbania                                                          | in progettazione | in progettazione | PU        |
|                             | Sant'Angelo in Vado - Lunano Pedemontana delle Marche            | in progettazione | in progettazione | PU        |
|                             | Mercatello sul Metauro                                           | in progettazione | in progettazione | PU        |
|                             | Tratto Mercatello-Guinza                                         | non aperto       | non aperto       | PU        |
|                             | Galleria della Guinza (5960 m)                                   | non ap.          | in prog.         | PU/PG     |
|                             | Parnacciano                                                      | in progettazione | in progettazione | PG        |
|                             | Selci-Lama                                                       | in progettazione | in progettazione | PG        |
|                             | Cesena- Perugia - Terni - Roma Tiberina                          | in progettazione | in progettazione | PG        |